# Phalacrocorax penicillatus
El cormorán de Brandt (Phalacrocorax penicillatus) es una especie de ave pelecaniforme  de la familia de los cormoranes (Phalacrocoracidae). Puebla las costas del Pacífico desde Alaska hasta el Golfo de California.
Es estrictamente un ave marina de la familia de cormoranes de mar quienes habitan en la costa pacífica de América del Norte. Su distribución en el verano es desde Alaska hasta el golfo de California aunque la población al norte de la isla de Vancouver migra al sur durante el invierno.
Su nombre específico, "penicillatus" significa brocha de pintor en latín (pincel de pelos), en referencia a las plumas blancas de su cuello y espalda durante la época de reproducción. El nombre común hace honor al naturalista alemán Johann Friedrich von Brandt de la Academia de Ciencias de San Petersburgo, quien describió la especie por los especímenes recogidos en las expediciones al Pacífico a principios del siglo XIX.
Los cormoranes de Brandt se alimentan de forma individual o en grupos y se adaptan a la presa elegida y al hábitat submarino. Se alimenta de pequeños peces del fondo marino obteniéndolos, como cualquier cormorán, mediante la inmersión, en la que utilizan sus pies para propulsarse. La presa menuda más común suele ser: en el centro de California la gallineta del género Sebastes y en la Columbia Británica el arenque del Pacífico. Se ha observado al cormorán de Brandt capturando peces a más de 12 metros de profundidad.
Durante la época de reproducción, los adultos tienen un parche azul en el plumaje del cuello. Esta especie anida en el suelo o en afloramientos rocosos.